# Geigensee
Geigensee är en sjö i Österrike.   Den ligger i förbundslandet Tyrolen, i den centrala delen av landet, 300 km sydväst om huvudstaden Wien. Geigensee ligger 2 410 meter över havet. Den högsta punkten i närheten är Hochegg, 2 835 meter över havet, öster om Geigensee.
Trakten runt Geigensee består i huvudsak av gräsmarker. Runt Geigensee är det ganska glesbefolkat, med 26 invånare per kvadratkilometer.